# Marin County Airport
De Marin County Airport (IATA: NOT, ICAO: KDVO, FAA: DVO), ook wel Gnoss Field genoemd, is een Amerikaanse openbare luchthaven zo'n 3 kilometer ten noordoosten van Novato. Het vliegveld bedient Marin County (Californië). Het vliegveld is 360.000 m² groot en heeft een 1006 meter lange landingsbaan en een helipad. 
Het vliegveld werd kort na de Tweede Wereldoorlog aangelegd door de familie Wright. De aarden landingsbaan lag ten westen van de huidige luchthaven. Marin County kocht het vliegveld in 1973 op en verhuisde het naar zijn huidige locatie.
De landingsbaan is berucht om de sterke zijwind, die een uitdaging vormt voor veel piloten.